# مسمن
المْسَمْن (من السَّمْنُ) أو الملوي أو الرغايف أو خبز الطاوة، ويُسمى في العراق خبز بالدهن و(بالكردية: خبز الدوك)‏، حسب كل منطقة، هو أحد أشهر فطائر المطبخ المغربي، والمطبخ الجزائري والمطبخ التونسي. هي فطائر مربعة الشكل تُقدم عادة في لإفطار أو خلال جلسات الشاي.

## في المغرب
يعتبر المسمن في المغرب أكلة جد شعبية، داخل وخارج البيوت، حيث يعتبر من ألذ الأطباق التي تقدم خلال الإفطار أو في جلسات الشاي، وقد انتشر المسمن في المغرب خارج البيوت ليصبح من بين أكثر المشاريع شيوعا في المغرب، حيث توجد في المغرب محلات ومطاعم متخصصة في بيع لمسمن والحرشة، كما نجد في الأحياء الشعبية المغربية نساء يبعن المسمن على الشارع، نظرا للطلب المرتفع عليه من طرف المغاربة، خاصة خلال شهر رمضان، حيث يعتبر المسمن عنصرا أساسيا في مائدة الإفطار المغربية كوجبة لذيذة وسريع التحضير والاستهلاك وغير مكلفة، حيث يتراوح ثمن المسمنة في المغرب في حدود سنة 2022 بين درهمين و3 دراهم مغربية، حيث عرفت هذه الوجية زيادة في الأثمنة أغضبت المغاربة سنة 2021
سنة 2021 عرف المغرب موجة تنمر واسعة على مواقع التواصل الإجتماعي، خصت طلبة معاهد التكوين المهني، بسبب استهلاكهم المكثف لوجبة المسن حسب ما رُوج خلال هذه الحملة، الأمر الذي أدى إلى تدخل هيئات حقوقية للتنديد بهذا العمل.

## معرض صور

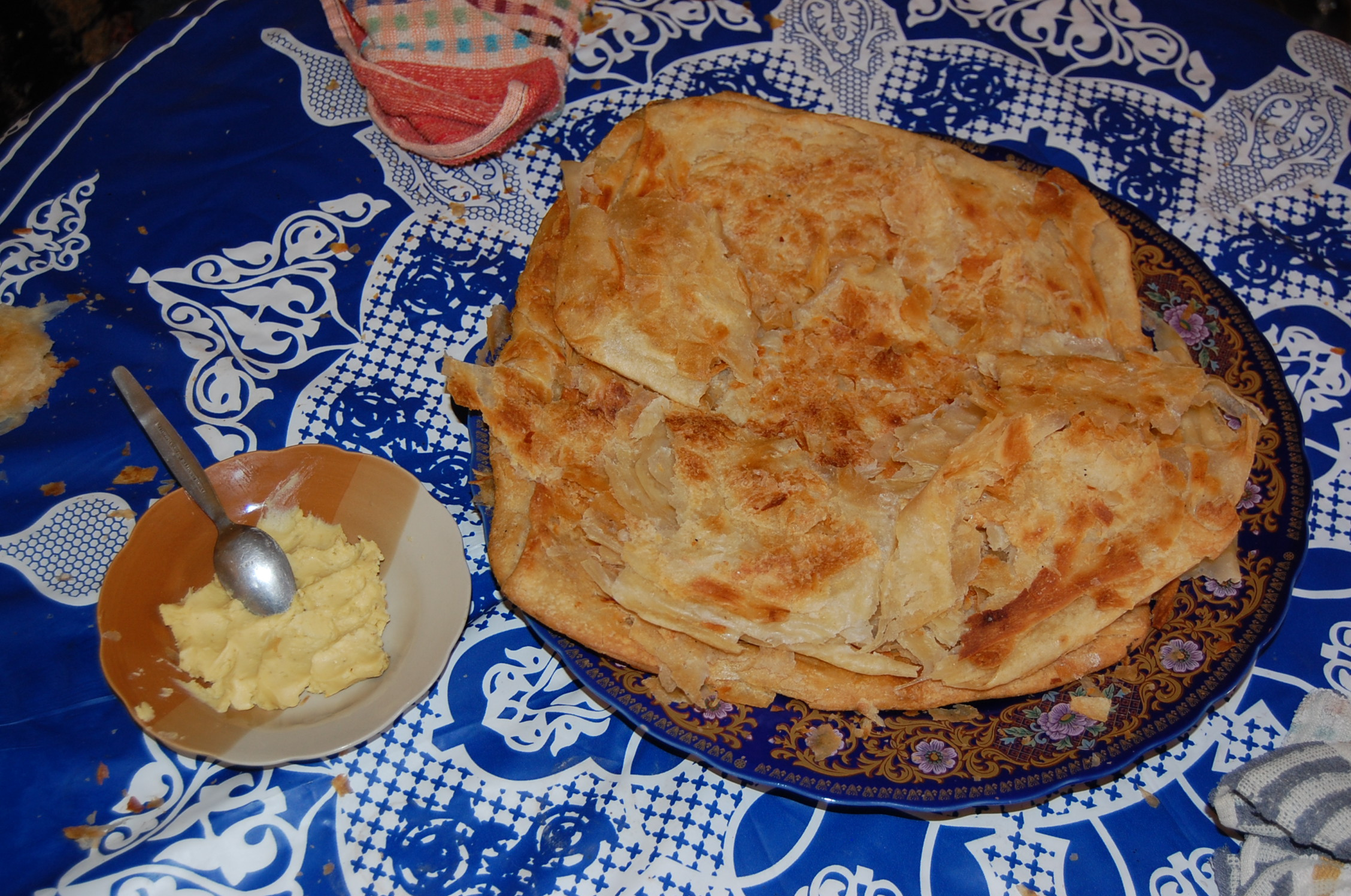
المسمن وطبق الزبدة.
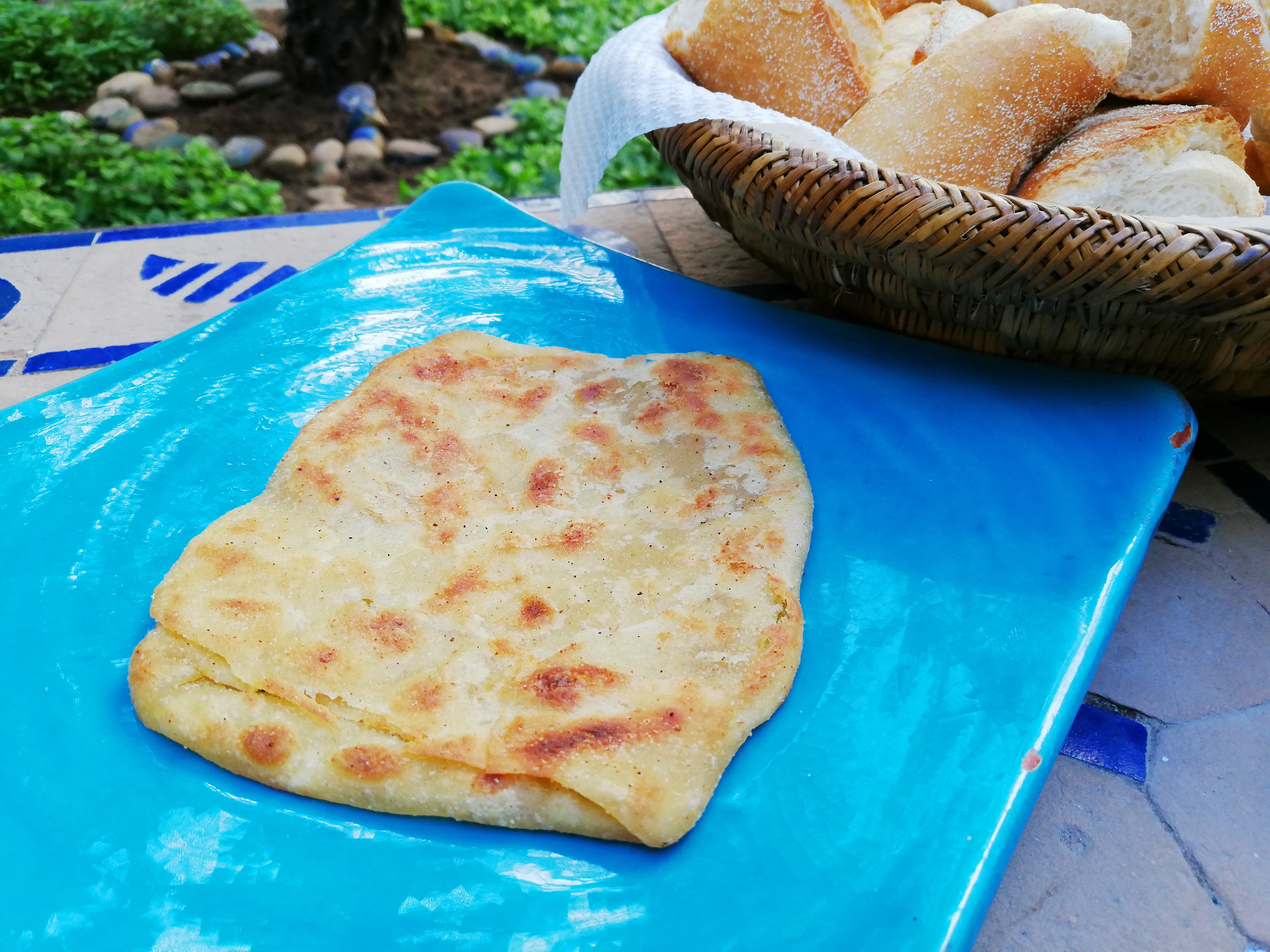
مسمن مغربي
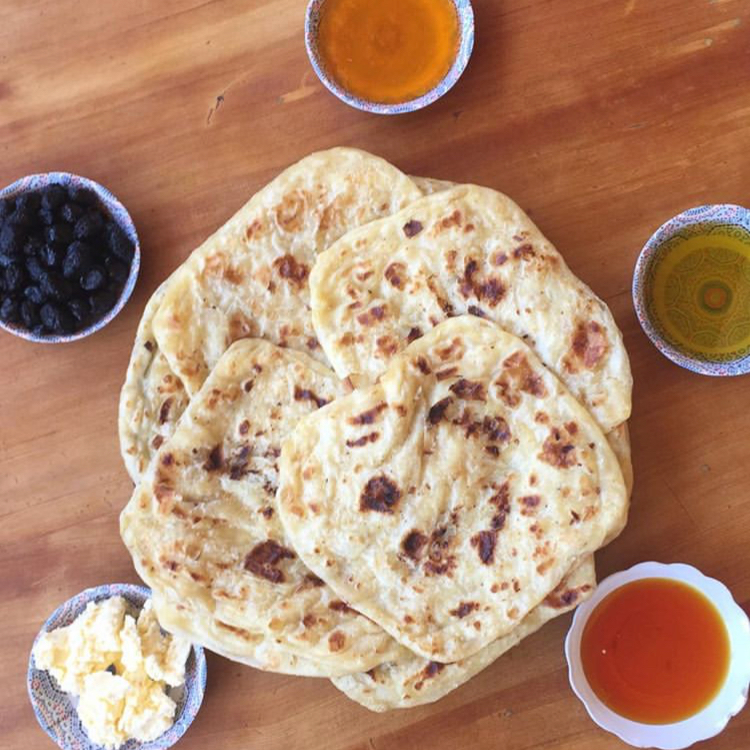
مع المربى وزيت الزيتون والعسل والزبدة
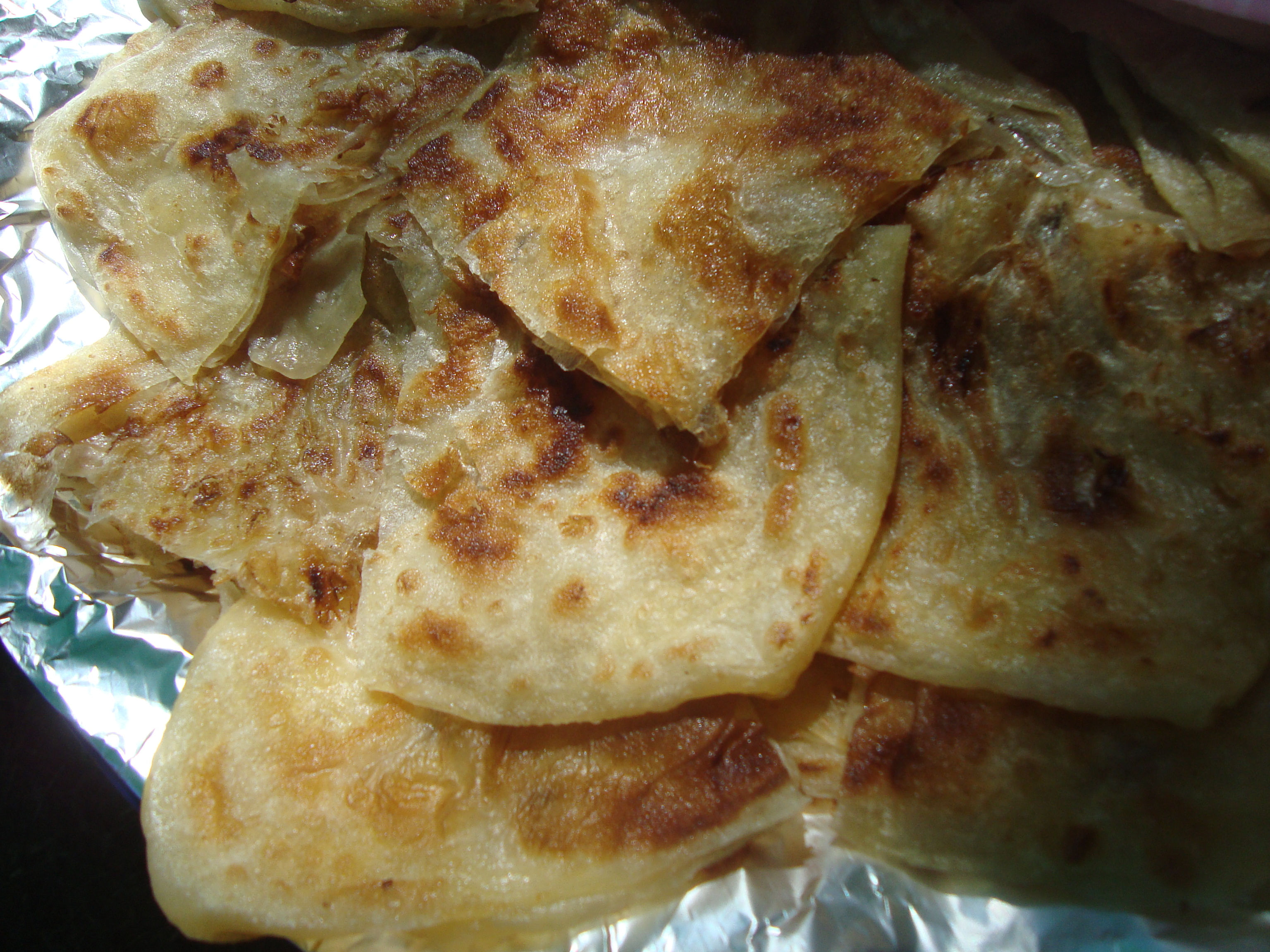
المسمن يؤكل مع الشاي بالنعناع، وهو المشروب النموذجي لبربر المغرب.
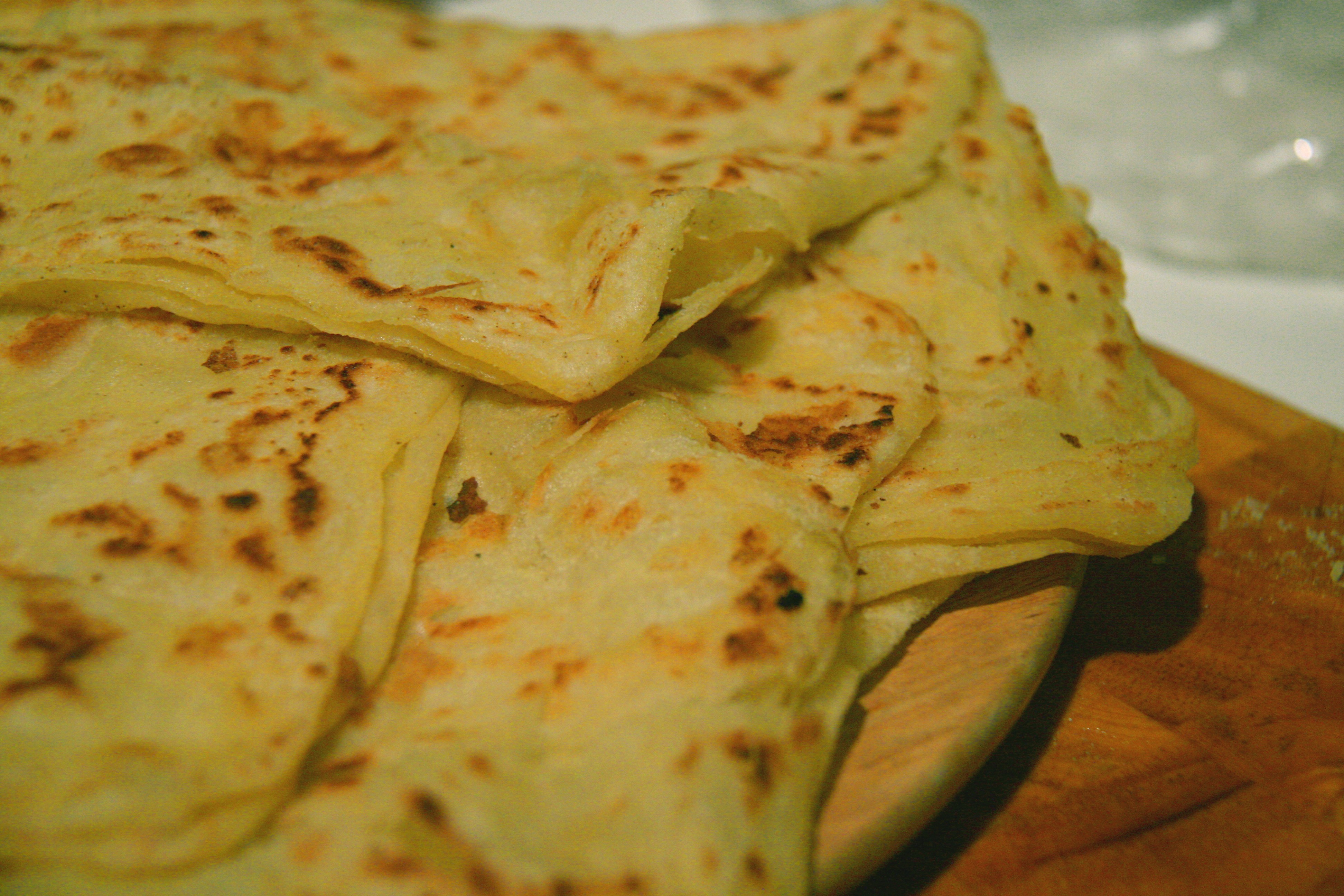
مجموعة من الارغفة المعروفة بالرغايف
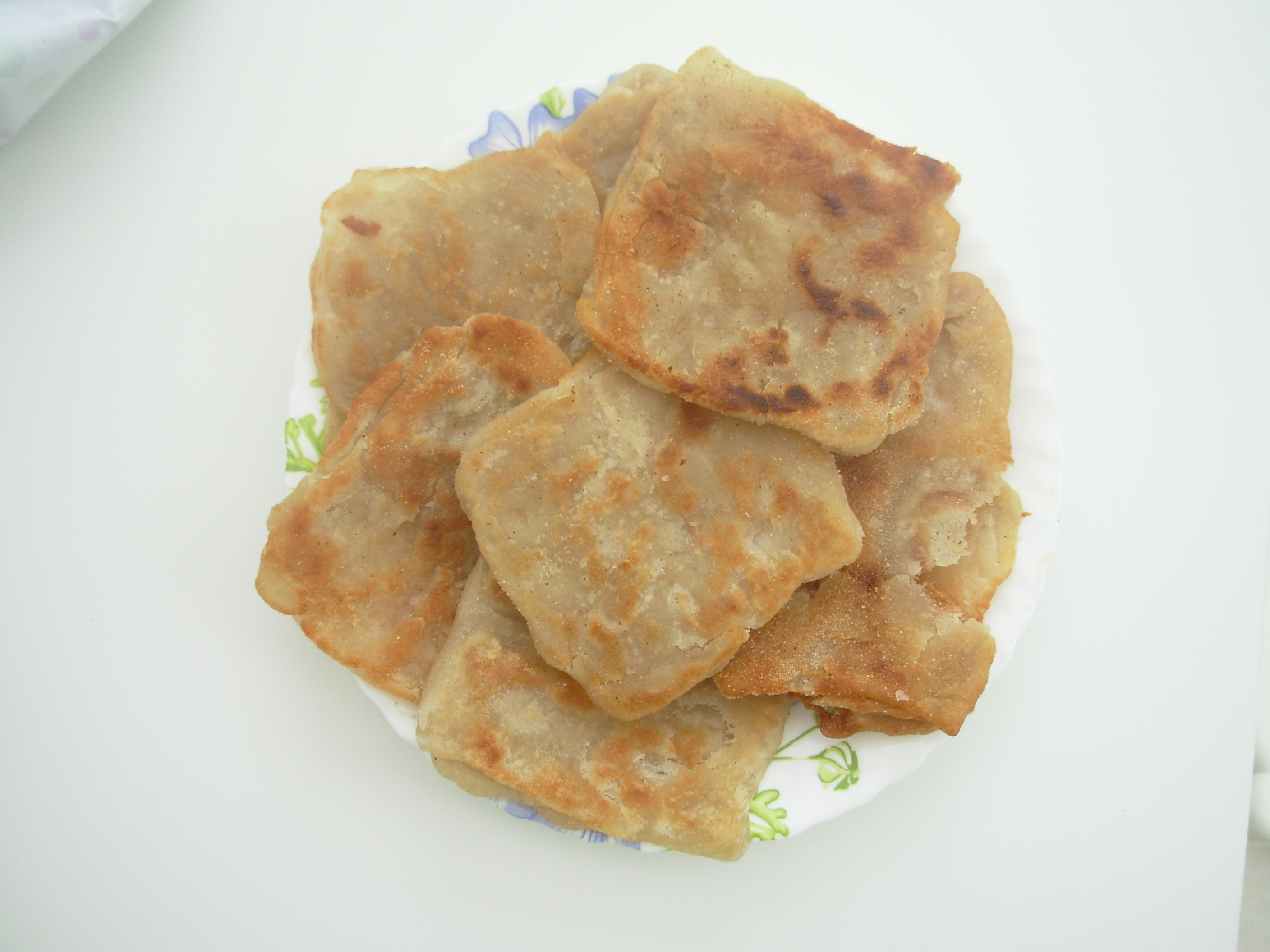
تشكيلة من المسمن او الرغايف او الغريف
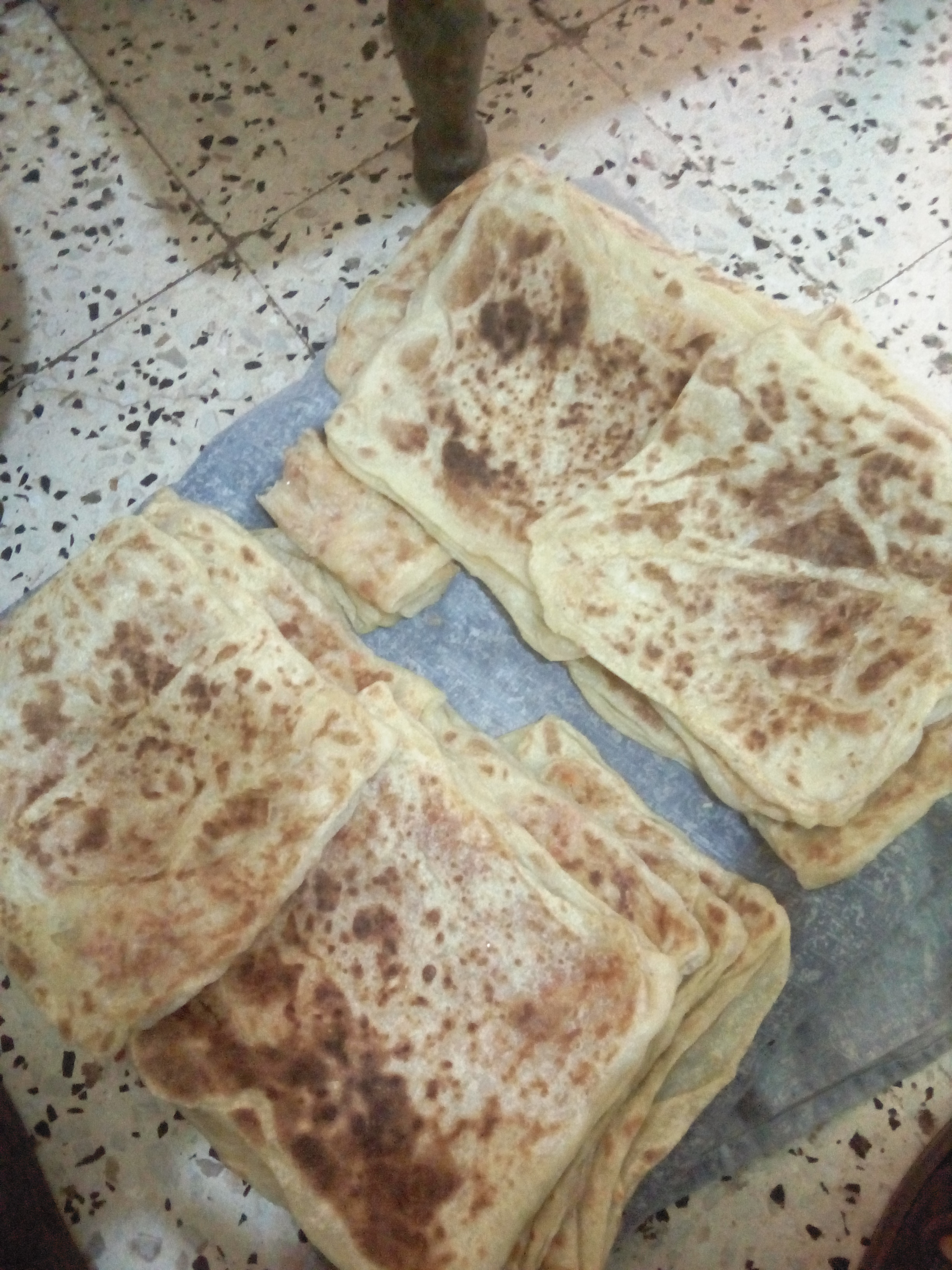
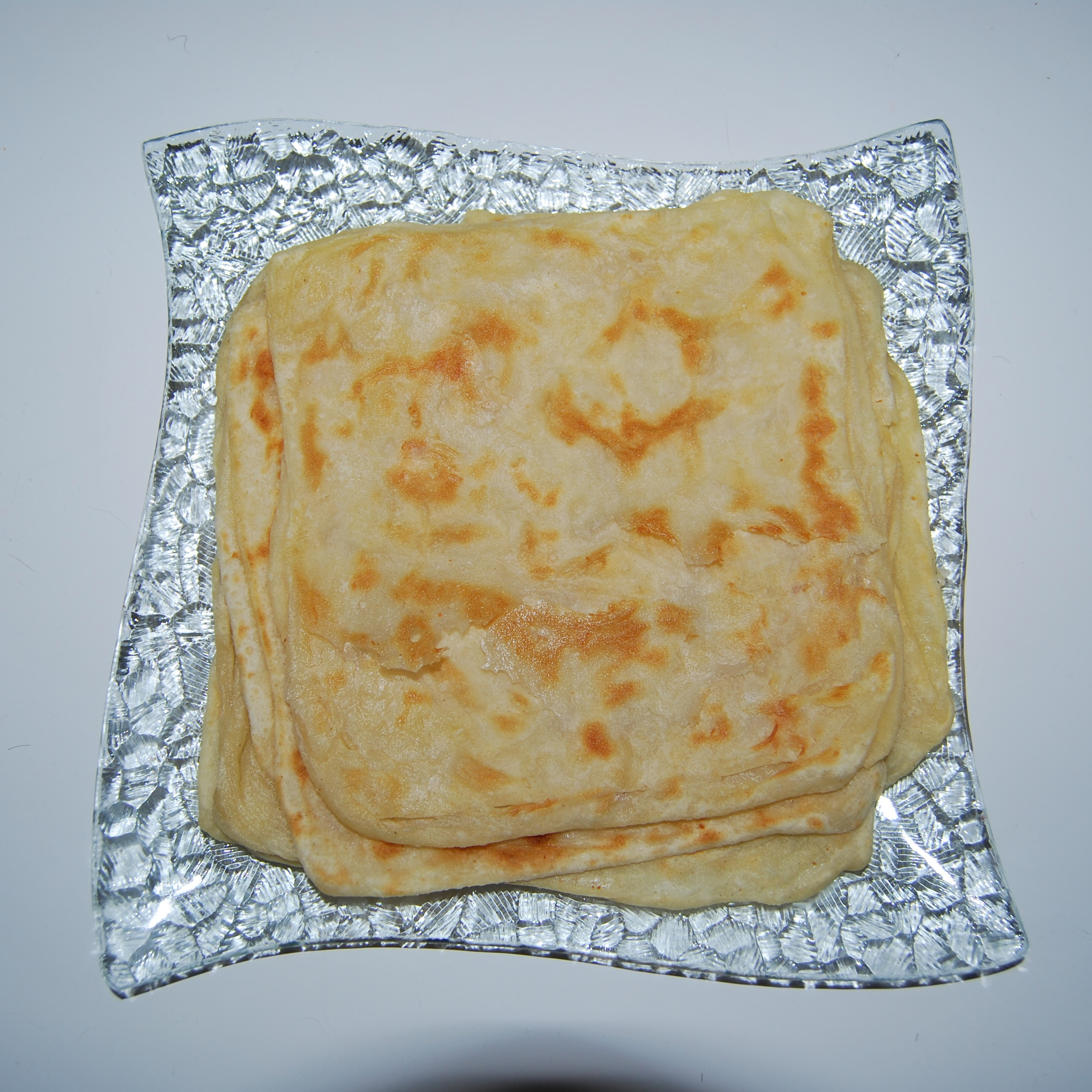
مسمن مربعة
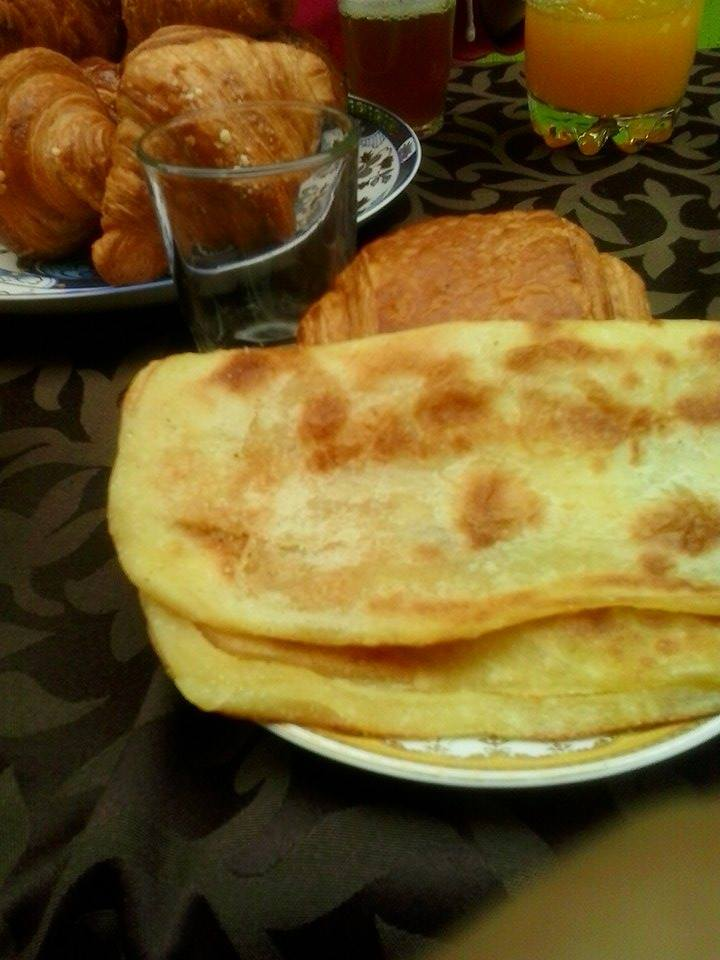
مسمن قد يؤكل مع العصير
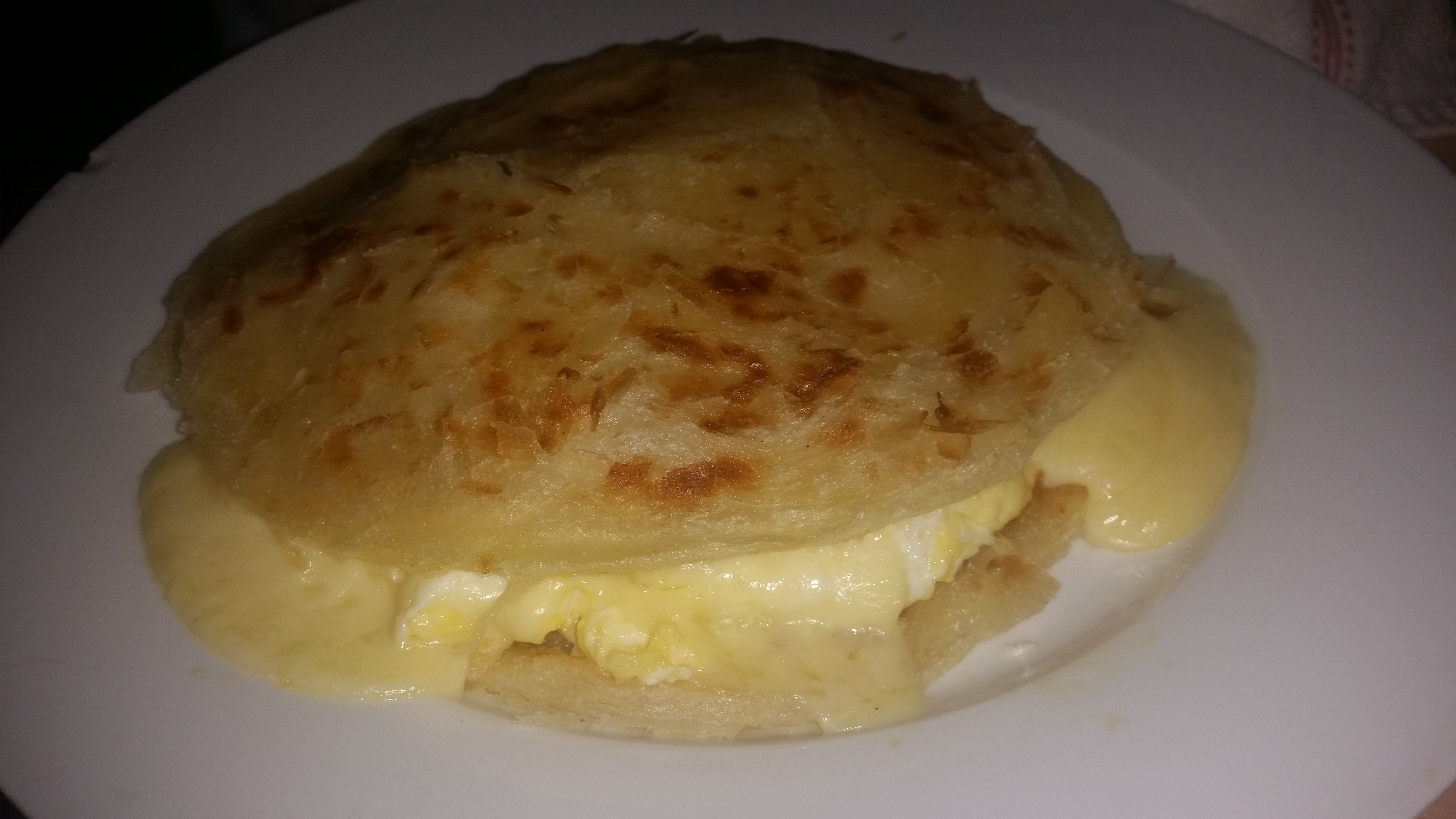
عجة الجبن برغيف المسمن